# Saint-Jean-Trolimon
Saint-Jean-Trolimon is een gemeente in het Franse departement Finistère, in de regio Bretagne. De plaats maakt deel uit van het arrondissement Quimper. Saint-Jean-Trolimon telde op 1 januari 2022 973 inwoners.

## Geografie
De oppervlakte van Saint-Jean-Trolimon bedroeg op 1 januari 2022 14,68 vierkante kilometer; de bevolkingsdichtheid was toen 66,3 inwoners per km².

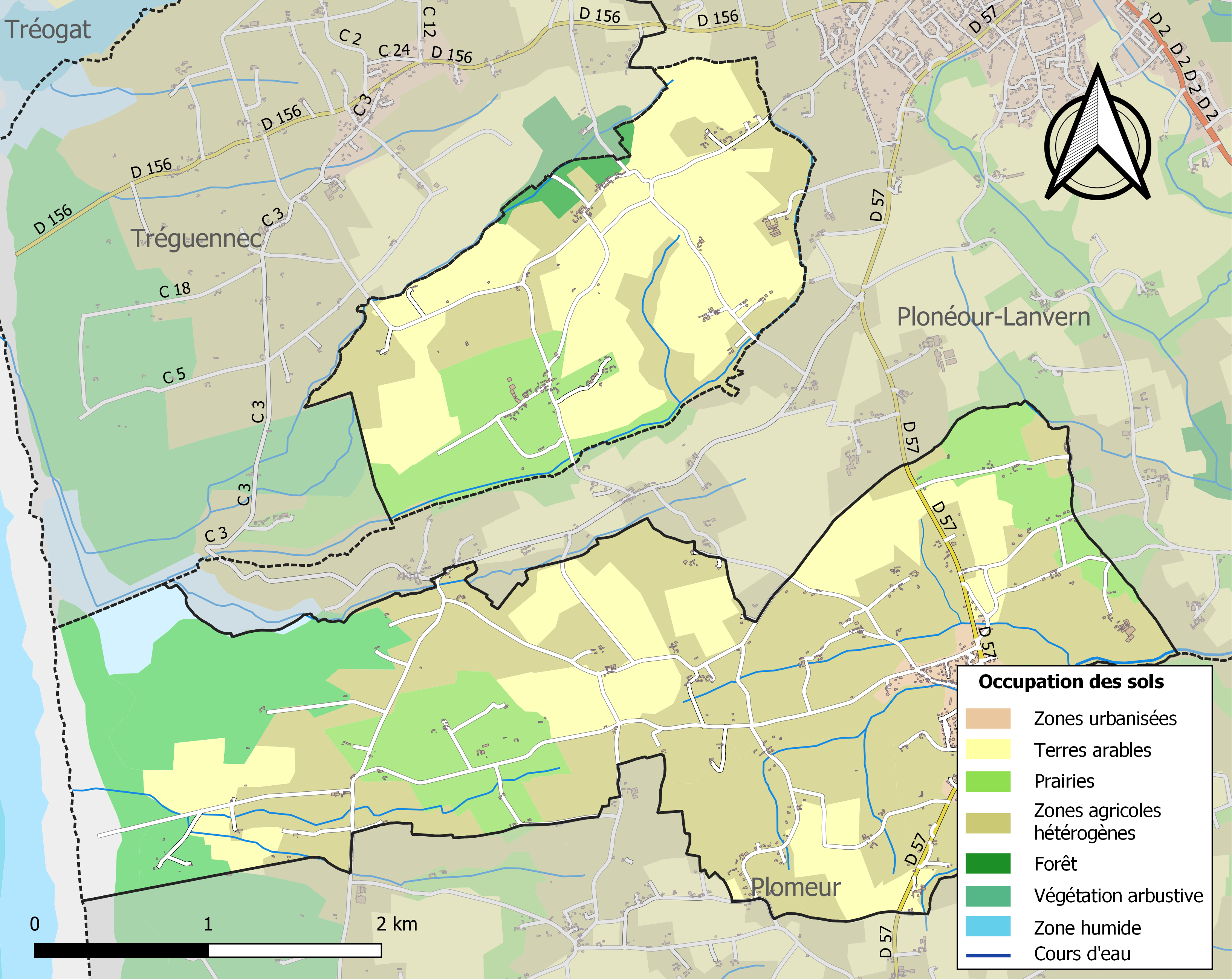
Kaart van de gemeente met belangrijkste infrastructuur, bodemgebruik en omliggende gemeenten

## Demografie
Onderstaande figuur toont het verloop van het inwonertal (bron: INSEE-tellingen).